# Palazzo in Via Carbonara 52

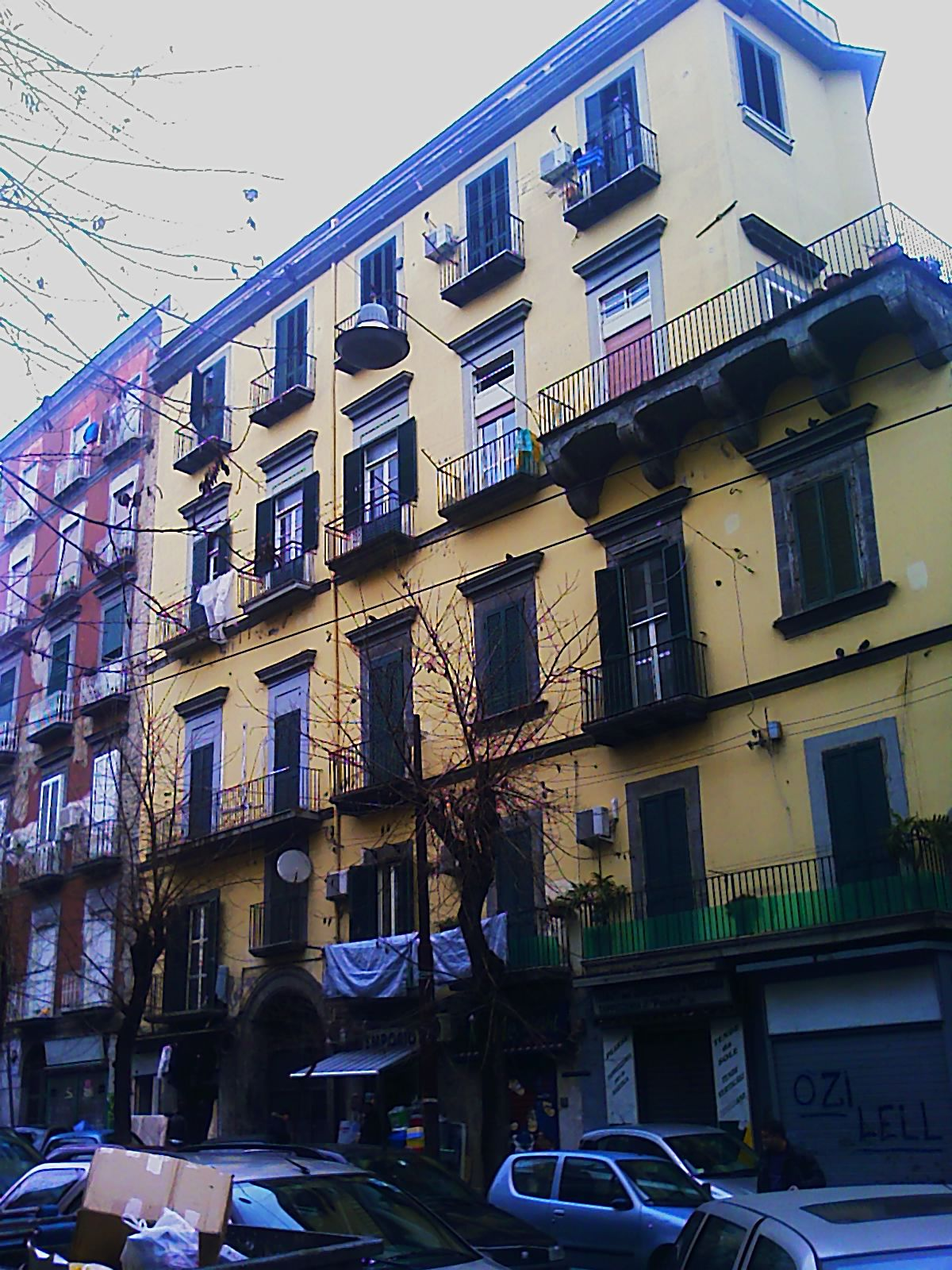
Palast in Via Carbonara, 52, in Neapel

Der Palazzo in Via Carbonara, 52, ist ein Renaissancepalast aus dem 16. Jahrhundert im Viertel San Lorenzo von Neapel in der italienischen Region Kampanien. Er liegt in der Via Carbonara, 52.

## Geschichte und Beschreibung
Das Gebäude stellt ein bedeutendes Beispiel der Renaissancearchitektur Neapels dar, auch wenn es über die Jahrhunderte entscheidend verändert wurde und durch Anbauten und Abrisse sein ursprüngliches Aussehen verloren hat.
Der Renaissancestil ist in den ersten beiden Stockwerken erhalten geblieben. Sie sind durch platte Rahmen in Piperno gekennzeichnet. Die Konstruktion muss einst mit einer Loggia abgeschlossen haben, die heute nicht mehr existiert, aber ursprünglich von großen, doppellappigen Piperno-Konsolen getragen wurde. Letztere gibt es noch, aber sie tragen heute eine kleine Terrasse.